# Malvicino
Malvicino és un municipi al territori de la província d'Alessandria, a la regió del Piemont (Itàlia). Limita amb els municipis de Cartosio, Montechiaro d'Acqui, Pareto (Piemont), Ponzone i Spigno Monferrato. Pertanyen al municipi les frazioni d'Alberghina, Bric della Vite, Fonda, Gelati, Gramonda, Isola Buona, Laiazzo, Marelli, Pian Gallina, Prazzini, Pronetto, Redimuncè i Saliceto.